# Sanshiro Takagi
Sanshiro Takagi (高木三四郎 Takagi Sanshiro?) (13 de enero de 1970) es un luchador profesional japonés, más conocido por su trabajo en Dramatic Dream Team, empresa de la que es fundador y director.

## En lucha
- Movimientos finales
  - Clothesline from Heaven[1] (Flying clothesline a un oponente sentado) - 2009-presente
  - D.D.T. - Dangerous Dragonsleeper Takagi[3] (Inverted facelock camel clutch)
  - S.H.B. - Sitdown Himawari Bomb[1][2] (Electric chair sitout powerbomb)
  - Final Answer[2] (Electric chair facebuster)
  - Stone Cold Stunner[3] (Stunner) - 1999-presente; parodiado de Stone Cold Steve Austin
  - Final Stunner[4] (Electric chair stunner) - 2001
  - Sanshiro Stunner[2] (Lifting DDT)
  - Sanshiro Stunner 2000[2] (Lifting double underhook DDT)

- Movimientos de firma
  - Sanshiro Bottom[5] (Lifting side slam) - 1999-presente; parodiado de The Rock
  - Spicolli Driver[6] (Death Valley driver) - 2008-presente; parodiado de Louie Spicolli
  - Yuzupon Kick Red[7] (Axe kick a la nuca del oponente) - 2009-presente; adoptado de Yuzuki Aikawa
  - Argentine stunner[8]
  - Cloverleaf
  - Crucifix pin
  - Diving somersault stunner
  - Reverse STF[3]
  - Running overhead gutwrench backbreaker drop
  - Standing one shoulder powerbomb

- Mánagers
  - Kayako Takagi

## Campeonatos y logros
- Dramatic Dream Team
  - DDT Extreme Championship (1 vez)
  - DDT KO-D Openweight Championship (5 veces)
  - DDT Ironman Heavymetalweight Championship (7 veces)
  - Tokyo World Heavyweight Championship (1 vez)
  - DDT KO-D Tag Team Championship (4 veces, actual) - con Tomohiko Nashimoto (1), Ryuji Ito (1), Munenori Sawa (1) y Takao Soma (1)
  - KO-D 6-Man Tag Team Championship (1 vez) - con Akebono & Toru Owashi
  - DDT Jiyugaoka 6-Man Tag Team Championship (2 veces) - con HERO! & Etsuko Mita (1) y Poison Sawada JULIE & Jun Inomata (1)
  - DDT Trios Tournament (1999) - con Takashi Sasaki & Exciting Yoshida

- Tokyo Gurentai Produce
  - Tokyo World Heavyweight Championship (1 vez)